# Milesia cinnamomea
Milesia cinnamomea är en tvåvingeart som beskrevs av Heikki Hippa 1990. Milesia cinnamomea ingår i släktet Milesia och familjen blomflugor. Inga underarter finns listade i Catalogue of Life.